# Interventies (Kenya)
Interventies is het vierde deel uit de vijfdelige stripreeks Kenya bedacht door Léo en Rodolphe en getekend door Léo. Het album werd uitgebracht in 2006 bij uitgeverij Dargaud.